# 叉杜父鱼属
叉杜父鱼属（学名：Furcina）为杜父鱼科的一个属。

## 下属物种
本属包括以下物种：
- 石川氏叉杜父魚 Furcina ishikawae Jordan & Starks, 1904
- 日本寬叉杜父魚 Furcina osimae Jordan & Starks, 1904